# 李映芬
李映芬（？—？），四川人，是一名清朝政治人物。
李映芬曾于1848年接替金咸任南汇县知县一职，1849年由李文浩接任，未上任，由蔡慶城代理，正式候任高長紳。